# Vaccinieae
Vaccinieae es una tribu de plantas fanerógamas perteneciente a la familia Ericaceae. El género tipo es: Vaccinium L. Incluye los siguientes  géneros:

## Géneros
- Agapetes - Anthopteropsis - Anthopterus - Calopteryx - Cavendishia - Ceratostema - Costera - Demosthenesia - Didonica - Dimorphanthera - Diogenesia - Disterigma - Gaylussacia - Gonocalyx - Macleania - Mycerinus - Notopora - Oreanthes - Orthaea - Pellegrinia - Plutarchia - Polyclita - Psammisia - Rusbya - Satyria - Semiramisia - Siphonandra - Sphyrospermum - Symphysia - Themistoclesia - Thibaudia - Utleya - Vaccinium